# Miku Izuoka
Miku Izuoka (泉岡 未来, Izuoka Miku) est une ancienne joueuse de volley-ball japonaise née le 2 juillet 1989 à Kawakami (Préfecture de Nara). Elle mesure 1,75 m et jouait au poste de réceptionneuse-attaquante. Elle  a totalisé 8 sélections en équipe du Japon. Elle a mis un terme à sa carrière de volleyeuse professionnelle en mai 2015.

## Clubs
| Club                        | De        | À         |
| --------------------------- | --------- | --------- |
| Kyoto Tachibana High School |           | 2007-2008 |
| Denso Airybees              | 2008-2009 | 2014-2015 |

## Palmarès
- Coupe de l'impératrice
  - Vainqueur : 2010.
  - Finaliste : 2009.